# The Spirit
The Spirit è un personaggio dei fumetti creato da Will Eisner. Pubblicato dal 1940 fino al 1952, è stato ristampato più volte e tradotto in tutto il mondo. In Italia le storie originali di Spirit Section sono pubblicate da Kappa Edizioni, mentre le nuove avventure a fumetti, scritte e disegnate da autori che raccolgono il patrimonio narrativo di Will Eisner sono pubblicate da Panini Comics.
Il sito web IGN ha inserito Spirit alla 21ª posizione nella classifica dei cento maggiori eroi della storia dei fumetti, dopo Catwoman e prima del Professor X.

## Personaggio
Spirit è un detective mascherato che cerca di mantenere l'ordine e la giustizia.
Dietro la sua maschera si cela il criminologo Denny Colt, creduto morto dopo uno scontro con lo scienziato criminale Dr. Cobra.
Al suo fianco il commissario di polizia di Central City Dolan, sua figlia Ellen e il giovane taxista afroamericano Ebony White.
Non ha particolari superpoteri ma nulla sembra poterlo uccidere, ha un fascino magnetico che attira le donne, una nemesi (Octopus) dotata approssimativamente delle stesse caratteristiche e un'identità reale che si è lasciato alle spalle tempo fa.
Spirit non ha passioni, non sembra animato da nessun particolare sentimento, da nessuna etica se non un profondo rispetto per l'ordine e la giustizia, da nessuna passione se non quella per la sua città che considera al pari di una donna: l'unica che gli fa venire gli occhi lucidi, l'unica che non tradirà mai, l'unica che rispetta. Tutte le altre sono solo avventure semiserie: medici, poliziotte, danzatrici, criminali e amori d'infanzia che tornano come dark lady dell'età adulta.

## Poteri e abilità
Spirit non ha superpoteri in senso esplicito, tuttavia nulla sembra poterlo uccidere, riuscendo a stare in piedi anche dopo essere stato riempito di proiettili e dopo veri e propri pestaggi. Inoltre non sembra invecchiare e le sue ferite guariscono a un ritmo tanto veloce da poter ricomporre il proprio corpo anche dopo essere stato mutilato. Spirit è dotato di una grande forza con cui può stendere un uomo con un pugno e rompere diverse ossa e di un'incredibile agilità che usa per saltare da un palazzo all'altro ed è molto abile nel combattimento riuscendo ad affrontare gruppi numerosi. 

## Tecnica realizzativa
"Evidente è l'influenza di un segno caricaturale, di cui l'autore si serve per imprimere effetto al proprio registro narrativo che si basa principalmente su uno spettacolo grafico, e della grafica pubblicitaria nello stile d'impaginazione dove tutta l'impostazione grafica è rivolta a mantenere armonia ed al contempo a fornire al lettore quante più informazioni è possibile, stupendolo e dimostrando una costante ricerca di soluzioni grafico-narrativo che benché siano composte sul piano narrativo sia di dimensioni temporali che spaziali devono essere riportate per esigenze grafiche al solo piano spaziale, inducendo conseguentemente l'autore ad attingere dalla propria cultura poetico-musicale per sfruttare i ritmi della successione delle vignette, che opportunamente modulati e ripetuti possono rivelarsi evocativi e suggestivi, ed il lettering, sovrapponendo la scrittura a margine e quella dei balloon sovrapponendo contesti estemporanei."

## Trasposizioni cinematografiche
Nel 2008 è stato prodotto un film, intitolato The Spirit, scritto e diretto Frank Miller. Gabriel Macht interpreta Spirit, mentre Samuel L. Jackson veste il ruolo del suo nemico Octopus.